# (7595) Växjö
(7595) Växjö, désignation internationale (7595) Vaxjo, est un astéroïde de la ceinture principale.

## Description
(7595) Vaxjo est un astéroïde de la ceinture principale. Il fut découvert le 21 mars 1993 à La Silla par le programme UESAC. Il présente une orbite caractérisée par un demi-grand axe de 2,80 UA, une excentricité de 0,15 et une inclinaison de 3,0° par rapport à l'écliptique.

## Compléments